# Sentein
Sentein település Franciaországban, Ariège megyében. Lakosainak száma 170 fő (2022. január 1.). Sentein Antras, Bonac-Irazein, Melles, Canejan és Naut Aran községekkel határos.

## Népesség
A település népessége az elmúlt években az alábbi módon változott:
| Lakosok száma | 382  | 204  | 154  | 145  | 156  | 154  | 150  | 155  | 158  | 170  |
|               | 1968 | 1982 | 1990 | 2006 | 2013 | 2015 | 2017 | 2019 | 2020 | 2022 |